# Ōsumi (satellite)
Pour les articles homonymes, voir Ōsumi.
Ōsumi ou Ohsumi (おおすみ) est le nom du premier satellite japonais. Il est nommé en référence à la province du même nom qui se trouve dans l'extrême sud de l'archipel japonais. Il apporte cinq expériences conçues pour l'observation ionosphérique de la température et de la densité, la mesure de l'émission solaire et la mesure de particules énergétiques. Prévu pour une orbite circulaire de 500 kilomètres, il se retrouve sur une orbite elliptique.

## Histoire
La conception du satellite est supervisée par Hideo Itokawa, considéré comme le père du programme spatial japonais. Pesant vingt-quatre kilogrammes, son lancement a lieu le 11 février 1970 à 4 h 25 TU, depuis la base de lancement de Uchinoura, par le lanceur japonais Lambda 4S # 5  de l'Institute des sciences spatiales et astronautiques (ISAS), qui fait partie depuis 2003 de l'Agence d'exploration aérospatiale japonaise (JAXA).
Le Japon devient ainsi le quatrième pays après l'URSS, les États-Unis et la France à envoyer un satellite artificiel en orbite avec succès par ses propres moyens.
Le satellite rentre dans l'atmosphère le 2 août 2003, entraînant sa destruction.